# Muticaria macrostoma
Muticaria macrostoma е вид коремоного от семейство Clausiliidae.

## Разпространение
Видът е разпространен в Малта.